# Ross Collinge
Ross Collinge   (Lower Hutt, 21 de novembre de 1944) és un remer neozelandès, ja retirat, que va competir durant les dècades de 1960 i 1970.
Es va formar com a químic al Petone Technical College. El 1967 començà a destacar en rem i el 1968 va prendre part als Jocs Olímpics d'Estiu de Ciutat de Mèxic, on guanyà la medalla d'or en la prova del quatre amb timoner del programa de rem. Formà equip amb Dick Joyce, Dudley Storey, Warren Cole i Simon Dickie. Aquesta va ser la primera medalla d'or de Nova Zelanda en rem en uns Jocs Olímpics. Quatre anys més tard, als Jocs de Múnic, guanyà la medalla de plata en la prova del quatre sense timoner. Formà equip amb Dick Tonks, Dudley Storey i Noel Mills.
En el seu palmarès també destaca una medalla de bronze al Campionat del Món de rem de 1975.